# Kate + 8
Kate + 8, anteriormente, Jon & Kate + 8, é um reality show de TV americano estrelado por Kate Gosselin e seus oito filhos, que foi ao ar em 4 de abril de 2007.

## História

Antigo logotipo do show, antes de 2010

Após o sucesso dos dois especiais de uma hora narrando Kate Gosselin e seu então marido Jon, Surviving Sextuplets and Twins and One Year Later, a série foi ao ar no Discovery Health Channel (atual Discovery Home & Health) para as duas primeiras temporadas antes de ser movido para The Learning Channel  (TLC). Durante a sua execução, a série foi uma rede de mais programas classificados, com a quinta temporada estreia visto por um registro de 9,8 milhões de telespectadores, a maior audiência do show da noite, incluindo transmissão de televisão, duas vezes como muitos espectadores, como o show anterior da série.
Após o divórcio dos Gosselins em 2009, o episódio final de Jon & Kate + 8 foi ao ar em 23 de novembro de 2009, anunciado pelo TLC, três dias antes.
A série foi mais tarde renomeado Kate Plus 8 (Kate + 8 no Brasil) em 6 de junho de 2010. Focando-se em Kate como uma mãe divorciada aumentar as crianças, e Jon aparece com menos frequência. no Entanto, a filmagem foi posteriormente suspensa pelos advogados de Jon de entrega de letras da TLC exigindo que eles cessar e desistir da produção e barrado equipes de produção a partir do casal Pensilvânia propriedade em outubro 1 de 2009. Isto levou a colocar o show de modernização em espera. O TLC tinha planejado "uma série especiais" se a série não entrasse em produção.
A segunda temporada de Kate + 8 estreou no dia 4 de abril de 2011, no dia 15 de agosto o TLC anunciou que a série seria cancelada depois que ele atingiu 150 episódios. O último episódio foi ao ar em 12 de setembro de 2011.
Em 19 de Março de 2014, foi anunciado que Kate e seus oito voltaria em uma reunião especial, agendada para o ar em junho.
Em agosto de 2014, foi anunciado que Kate + 8 iria retornar para mais uma temporada em 13 de janeiro de 2015 no TLC.
A 4ª temporada de Kate + 8 começou em 8 de dezembro de 2015.
A 5ª temporada de Kate Plus 8 começou em 22 de novembro de 2016.
O TLC anunciou que três episódios iria ao ar, a partir de 10 de julho de 2017.

## Família
Pais
- Katie "Kate" Irene Gosselin (nascida Kreider) - 28 de março de 1975 (50 anos)
- Jonathan "Jon" Keith Gosselin  - 1 de abril de 1977 (48 anos)

Filhos
| # | Nome                  | Data de nascimento             |
| - | --------------------- | ------------------------------ |
| 1 | Cara Nicole           | 8 de outubro de 2000 (24 anos) |
| 2 | Madelyn "Marcel" Kate | 8 de outubro de 2000 (24 anos) |
| 3 | Alexis Fé             | 10 de maio de 2004 (21 anos)   |
| 4 | Hannah Alegria        | 10 de maio de 2004 (21 anos)   |
| 5 | Aaden Jonathan        | 10 de maio de 2004 (21 anos)   |
| 6 | Collin Thomas         | 10 de maio de 2004 (21 anos)   |
| 7 | Lia Esperança         | 10 de maio de 2004 (21 anos)   |
| 8 | Joel Kevin            | 10 de maio de 2004 (21 anos)   |

## Produção
Entre os especiais e a série, permanente luminárias foram instaladas na Gosselins' segunda casa para fazer a filmagem mais fácil e evitar que as crianças a partir de tropeçar nos fios e cabos de iluminação. Jon e Kate Plus 8 filmado três dias por semana, com um dia usado para as sessões de entrevista, onde Jon, Kate e, ocasionalmente, as crianças, discutido eventos que ocorrem em cada episódio. Da família, da primeira casa, a "entrevista de canto" foi localizado no porão, e foi transformada a partir da sala de jogos, quando necessário. Foi pintado de verde, ao contrário do resto da sala. Em sua nova casa, a entrevista era reproduzido em um inacabada área do porão. Na quarta temporada, a final, Jon e Kate disse que iria fazer um novo ajuste para a temporada de cinco.
As críticas foram levantadas a respeito de Kate intenções de continuar com o show, bem como se as crianças estavam sendo exploradas ou estavam sob estresse emocional. de Acordo com a advogada Gloria Allred, "Cada estado regular para proteger a saúde, a segurança e o bem-estar da criança artistas [...] E estes pequeninos são apenas oito anos de idade e cinco anos de idade, eles não podem proteger a si mesmos, de modo que o estado tem de ter a certeza de que eles são seguros em seu local de trabalho." No caso do show, as crianças do local de trabalho é a sua casa. Neste momento não existem leis claras, na Pensilvânia (onde os Gosselins residem) a respeito de uma criança de aparência em um reality show. no Entanto, Pensilvânia lei permite que as crianças que são, pelo menos, sete anos de idade para trabalhar na indústria do entretenimento, desde que algumas orientações sejam seguidas e a licença é obtida. Por exemplo, as crianças poderão não funcionar depois de 11:30 p.m. na maioria das circunstâncias, ou apresentar-se em qualquer local que serve álcool.
Kate diz que as crianças estavam felizes e saudáveis e nunca estavam em perigo de fazer o show. Jon afirmou que eles estavam "em conversações" no tocante a garantir a alegria das crianças, e que não há nenhuma verdade para quaisquer relatórios que as crianças têm sido ferido por série. TLC divulgou um comunicado dizendo que a rede "está em total conformidade com todas as leis aplicáveis e regulamentos" para produzir o show. O comunicado diz também que "por um longo período de tempo, temos estado envolvidos na cooperativa discussões e fornecidas todas as informações solicitadas para a Pensilvânia ministério do Trabalho e da Indústria".
Uma investigação da Pensilvânia Secretaria de Cumprimento da Lei de Trabalho concluiu que "A atividade que está sendo filmado foi espontânea. No entanto, as crianças apresentou episódios do programa de televisão e transições. DVDs e outros produtos foram vendidos envolvendo as crianças da aparência. A iluminação foi colocada em casa para o show e lá foi a colocação de produtos em alguns episódios." por essas razões, os filhos foram levados para trabalhar no show, e o show foi necessário obter autorizações de trabalho para as crianças, o que não foi feito. foi alcançado Um acordo que nenhuma acusação poderia ser arquivado imediatamente, desde que não mais de violações de ocorrer.

## Multimedia

### Livros
Os Gosselins foram geridos pela Mídia Movimento Internacional em Los Angeles.
Kate Gosselin escreveu quatro livros: Várias Bênçãos (em co-autoria com Beth Carson e Jon), que foi lançado em 1 de novembro de 2008, Oito Pequenas Faces em abril de 2009, eu Só Quero que Você Saiba em 13 de abril de 2010 e o Amor é a Mistura de um livro de receitas, em 13 de setembro de 2013.

### DVDs
| Título                                                   | Região 1               | Região 2 | Discos |
| -------------------------------------------------------- | ---------------------- | -------- | ------ |
| Jon & Kate + 8: 1ª e 2ª temporada                        | 9 de Setembro de 2008  | 2008     | 2      |
| Jon & Kate + 8: 3ª temporada                             | 3 de Fevereiro de 2009 | 2009     | 4      |
| Jon & Kate + 8: 4ª temporada, Volume 1 - O Casamento     | 5 de Maio de 2009      | 2010     | 3      |
| Jon & Kate + 8: 4ª temporada, Volume 2 - A Grande Jogada | 21 de Julho de 2009    | 2010     | 2      |
| Jon & Kate + 8: 5ª temporada: Grandes Mudanças           | 12 de Janeiro de 2010  | 2010     | 2      |

### Lançamentos online
Os episódios estão disponíveis para o download no iTunes Store, Amazon Video, e o Microsoft Zune Marketplace.